# Internationaal Onderwijs
Internationaal Onderwijs, in het Engels Education International, (EI), is een internationale koepelorganisatie van 401 vakbonden en vakcentrales die de belangen van werknemers in het onderwijs in 172 landen behartigt. De organisatie is opgericht in 1912 en haar hoofdzetel is gelegen in Brussel. Voorzitter is Mugwena Maluleke.

## Aangesloten vakbonden en vakcentrales
Voor België zijn de ABVV-vakcentrales ACOD Onderwijs en de AC aangesloten. Voor het ACV zijn dit de COC, de COV en het ACV Openbare Diensten. Daarnaast heeft ook het VSOA een lidmaatschap. Voor Nederland zijn dit respectievelijk AOb en CNV Onderwijs.